# Tastschärfe
Die Tastschärfe – auch Feinwahrnehmung oder epikritische Sensibilität – ist die Fähigkeit, räumlich eng benachbarte Berührungsreize als separate Reize wahrzunehmen und damit Teil der taktilen Wahrnehmung. 
Die Tastschärfe kann als Maß für eine differentielle Wahrnehmbarkeitsschwelle zum Beispiel mit der Zwei-Punkte-Diskriminationsschwelle bestimmt werden. Hierbei wird die Fähigkeit gemessen, zwei punktuelle Reize, die die Reizschwelle des Tastsinns überschreiten, aber deutlich unter der Schwelle zur protopathischen Sensibilität liegen, zum Beispiel auf der Fingerkuppe zu unterscheiden. Die Probanden berühren zwei Nadelspitzen, die sich in unterschiedlichen Abständen befinden. Die Unterscheidungsschwelle ist erreicht, wenn die beiden Nadelspitzen nicht mehr getrennt wahrgenommen werden können. Der entsprechende Nadelabstand ist dann ein Maß für die Tastschärfe. Es werden die simultane und die sukzessive Zwei-Punkte-Diskriminationsschwelle unterschieden. Bei der ersten werden die Nadeln gleichzeitig aufgesetzt und bei der zweiten nacheinander. Die sukzessive Zwei-Punkte-Diskriminationsschwelle ist dabei bis zu vier Mal empfindlicher als die simultane. Meist wird aufgrund der einfacheren Durchführbarkeit die simultane verwendet.
Junge Menschen und insbesondere Blinde, die darin geübt sind, Blindenschrift (wie zum Beispiel die Brailleschrift) zu ertasten, haben eine Tastschärfe von etwa 1,5 Millimetern an den Fingerkuppen, ältere hingegen häufig nur noch von bis zu vier Millimetern. Die Tastschärfe kann durch den regelmäßigen Gebrauch des Tastsinns, zum Beispiel beim Werken oder beim Spielen eines Musikinstruments, erhalten oder teilweise sogar verbessert werden. Auch eine elektrische Stimulation der für den Tastsinn zuständigen Nerven kann die Tastschärfe verbessern.
Die Tastschärfe unterschiedlicher Hautregionen variiert stark. Niedrige Werte (weniger als ein Zentimeter) werden insbesondere an Zunge, Lippen und Fingern erreicht. An Beinen und Rücken ist die Schwelle am größten und beträgt mehrere Zentimeter (ungefähr sieben Zentimeter).